# Macbeth (téléfilm, 1971)
Pour les articles homonymes, voir Macbeth.
Pour plus de détails, voir Fiche technique et Distribution.
Macbeth est un téléfilm allemand réalisé par Werner Schroeter en 1971.

## Fiche technique
- Titre : Macbeth
- Réalisation : Werner Schroeter
- Scénario : Werner Schroeter, motivé par William Shakespeare et Giuseppe Verdi.
- Photographie : Horst Thürling
- Son : Kurt Lange
- Costume : Magdalena Montezuma
- Production : Hessischer Rundfunk
- Genre : expérimental, underground
- Format : Vidéo 2 pouces, couleur.
- Pays : Allemagne
- Durée : 60 minutes

## Distribution
- Annette Tirier : Lady Macbeth
- Susi : Macbeth
- Stefan von Haugk : Macbeth
- Michael Bolze : Macbeth
- Sigurd Salto : Duncan
- Magdalena Montezuma
- Ingrid Seidenfaden
- Suzanne Sheed
- Christine Ebers